# Guerra romano-sasánida (421-422)
La Guerra romano-sasánida de 421-422 enfrentó al Imperio Romano de Oriente con el Imperio Sasánida. El casus belli fue la persecución de los cristianos por el rey sasánida Bahram V, ante los ataques cristianos a los templos zoroastrianos; el Emperador Romano de Oriente Teodosio II declaró la guerra y obtuvo algunas victorias, pero al final, las dos potencias firmaron la paz en el statu quo ante.

## Contexto
En 421, Bahram V sucedió a su padre Yazdegerd I, que poco antes de ser asesinado, había desencadenado una persecución de los cristianos como represalia por los ataques contra Templos zoroastrianos; Bahram continuó esta persecución, en la que muchos murieron. Entre ellos estaba James Intercisus, un consejero político de Yazdegerd, que se había convertido al Zoroastrismo pero luego había regresado al Cristianismo.
Los cristianos perseguidos huyeron a territorio romano y fueron recibidos por el obispo de Constantinopla, Ático, que informó al Emperador de la persecución. Teodosio II, profundamente influido por su hermana Pulqueria, estaba cada vez más interesado en el cristianismo.
La relación romano-sasánida no era especialmente fluida. Los persas habían contratado a algunos buscadores de oro romanos, pero ahora se negaban a enviarlos de vuelta; además, se apoderaron de las propiedades de los mercaderes romanos.
Por estas razones, cuando los embajadores persas llegaron a la corte romana a exigir el regreso de los fugitivos, Teodosio optó por romper la paz y declarar la guerra.

## Conflicto
El comandante en jefe del ejército Romano era Ardaburius que era de origen Alano. Ardaburius necesitaba reunir muchas tropas para su campaña, por lo que Teodosio autorizó a algunos Ostrogodos Panonios a instalarse en Tracia para defender la provincia de los Hunos mientras que las tropas romanas tracias fueron enviadas al Este.
Ardaburius envió a Anatolio a Persarmenia, donde se unió a los rebeldes, mientras Ardaburius entraba en territorio persa y devastaba Arzaneno. El general del Ejército sasánida, Narses, se enfrentó a Ardaburius en batalla, pero fue derrotado y obligado a retirarse. Narses planeaba atacar Mesopotamia, una provincia romana que había quedado sin vigilancia, y se desplazó allí, pero fue interceptado por los Romanos.
En cuanto recibió refuerzos Ardaburius puso sitio a la  fortaleza de Nisibis. Bahram buscó el apoyo de los Árabes Lájmidas de Alamundarus (Al-Mundhir I de Hirah), pero estos fueron dispersados por los Romanos. Mientras tanto, el Rey de los Hunos, Rugila, atacaba las diócesis de Dacia y Tracia y amenazaba Constantinopla; al mismo tiempo, un gran ejército persa se dirigía a Nisibis. Para evitar mantener dos frentes abiertos, Teodosio llamó a Ardaburius.

### Asedio de Teodosiópolis
Según una fuente eclesiástica romana, los sasánidas sitiaron Teodosiópolis durante 30 días, utilizando máquinas de asedio (llamadas helépolis en las fuentes). Según esta fuente, los romanos no trataron de ayudar a los sitiados, pero los sasánidas fueron convencidos de levantar el asedio cuando el obispo de la ciudad, Eunomio, hizo que un hondero, llamado así por Tomás el Apóstol, matara a un rey menor del ejército sasánida.
Pese a que la cuestión religiosa es evidente en el relato, el pasaje es importante ya que informa de un fallido ataque sasánida a Teodosiópolis. Esta ubicación podría ser Teodosiopolis en Armenia, y en este caso el sitio debe fecharse en 421, mientras Narses estaba en Mesopotamia, o Teodosiópolis en Osroeno, y en este caso el ataque habría tenido lugar tras la retirada romana de Nisibis.

### Tratado de paz
El tratado de paz que puso fin a la guerra (422) fue negociado por el magister officiorum Helio, que restableció la situación anterior a la guerra (statu quo ante bellum). Ambas partes acordaron rechazar a los desertores árabes de la otra parte, así como para garantizar la libertad religiosa en sus territorios.
Se cuenta que Acacio, obispo de Amida, había hecho fundir el oro y la plata de su iglesia para comprar a 7.000 cautivos persas que habían terminado como esclavos a consecuencia de la guerra y a quienes luego envió de vuelta en libertad a su patria, como un gesto de generosidad cristiana a los perseguidores persas. Si la historia es cierta, observa Gibbon, esto habrá facilitado la firma de la paz.

## Nota
1. ↑  "...in 419 or 420 a series of Christian attacks on Magian fire-temples provoked the Sasanian government to a savage persecution
of Christians, which in turn led to war between the two empires in 421–422. The incidents that provoked the persecution are described in Persian Christian martyr acts preserved in Syriac, and in a corresponding account in Theodoret. The initial response of the Persian king was surprisingly lenient. Hearing that bishop Abda of Hormizd-Ardashir, or one of his priests, had destroyed a temple, he sent for him, complained “in moderate language,” and ordered him to rebuild the temple...When the ascetic Narsai was arrested for destroying a temple, the king even offered to drop the matter if Narsai would simply deny that he had done the deed. Abda refused to rebuild the temple, and Narsai refused to renounce his action. For their stubbornness, both were executed. At this point the king exhausted his patience and launched a general persecution against the church."There is no crime for those who have Christ: religious violence in the Christian Roman empire, University of California Press, 2005, pg. 196
2. ↑  Among which was a unit in which was enlisted an obscure soldier, Marcian, Emperor in 450, who, however, fell ill in Lycia and did not take part in the war (Theophanes, AM 5943).
3. ↑  Theodoretus, V.37.6-10.
4. ↑  Dodgeon, p. 258, n. 50.
5. ↑  Malchus, fragment 1.4-7.
6. ↑  Chr. Arb., 16.
7. ↑  Edward Gibbon, The Decline and Fall of the Roman Empire, (The Modern Library, 1932), chap. XXXII., p. 1179
8. ↑  Gibbon, Ibid.